# 羽沢横浜国大駅
羽沢横浜国大駅（はざわよこはまこくだいえき）は、神奈川県横浜市神奈川区羽沢南二丁目にある、相模鉄道（相鉄）・東日本旅客鉄道（JR東日本）の駅。

## 概要
運輸政策審議会答申第18号の神奈川東部方面線にあたる相鉄・JR直通線と相鉄・東急直通線の建設に伴い、相鉄の相鉄新横浜線とJR東日本の東海道本線貨物支線（相鉄線直通列車）の接続駅として、JR貨物・JR東日本の貨物駅横浜羽沢駅の敷地内に2019年（令和元年）11月30日に開業した。
相鉄とJR東日本の共同使用駅で、相鉄が管轄する。このため駅構内の案内についても相鉄仕様となっている。駅番号は相鉄に対してのみSO51が付与されている。
鉄道不便地域だった羽沢地域の利便性向上が期待されている。特に近隣住民や横浜国立大学の関係者が当駅を利用すると見込んで、開業時点での乗降客数を1日約1万人、相鉄・東急直通線の開業後には約1.6万人になると予測している。

## 歴史
相鉄本線西谷駅から当駅までの地下新線を建設し、JRと相鉄との相互乗り入れを行う事業計画（相鉄・JR直通線）は2015年（平成27年）の開業を目標に建設が進められていた。しかし接続する東海道貨物線は鉄道貨物輸送の大動脈であるため、横浜羽沢駅構内の配線工事・信号システム切り替え作業に必要な間合い時間が1日で最大2時間程度しか確保できないことが判明した。また大規模な構内配線の切換えには時間がかかるため、貨物列車の運行本数が少ないゴールデンウィークや年末年始に行わなければならないことも分かった。これらの要因により、開業は2018年度内にずれ込む見通しとなった。さらに開業は延びて、2019年11月30日に開業した。
その後、当駅から新横浜駅を経て東急新横浜線・日吉駅へ通じる新線（相鉄・東急直通線）も整備され、2023年3月18日に開業した。

### 年表
- 2017年（平成29年）12月11日：相鉄が駅名を「羽沢横浜国大駅」に決定（仮称は羽沢駅）[6]。駅名は羽沢地区と駅周辺に立地する横浜国立大学から市への要望により決められた[報道 2]。
- 2019年（平成31年・令和元年）
  - 3月28日：相鉄が開業日を2019年11月30日と発表[報道 1]。
  - 11月25日：「相鉄・JR直通線発車式」を当駅にて開催[報道 5]。2020年1月15日まで、当駅のほか、横浜・星川・二俣川・大和・海老名・いずみ野・湘南台の各駅にて当駅開業を記念した相鉄全駅入場券を発売[7]。
  - 11月30日：相鉄・JR直通線開業に伴い開業[報道 1][報道 2][報道 3]。また、JRの駅としては他社管理ながら、令和時代に初めて開業した駅となった[8]。
- 2023年（令和5年）3月18日：当駅から新横浜駅まで相鉄・東急直通線（相鉄新横浜線）が延伸し、東急新横浜線との直通運転を開始[9]。

## 駅構造
相対式ホーム2面2線を有する地下駅。改札口は地上階に1か所ある。ホームの東側（東京方向）でJR線新宿方面と新横浜・東急線方面の線路が分岐し、JR線方面の線路はその先で東海道貨物線に合流する構造となる。開業時からホームドアが設置されており、ホームと改札の間にはエレベーター2基、エスカレーター4基が設けられている。
また、当駅にて相鉄の乗務員と交代を行うJR東日本新宿統括センター乗務ユニットの乗務員専用の休憩・宿泊スペースが用意されている。

### のりば
| 番線 | 路線                              | 方向 | 行先                                     |
| ---- | --------------------------------- | ---- | ---------------------------------------- |
| 1    | 相鉄新横浜線                      | 下り | 海老名・湘南台・横浜（西谷のりかえ）方面 |
| 2    | 相鉄新横浜線 （相鉄・東急直通線） | 上り | 新横浜方面                               |
| 2    | ■ 相鉄線直通 （相鉄・JR直通線）   | 上り | 武蔵小杉・渋谷・新宿・川越方面           |

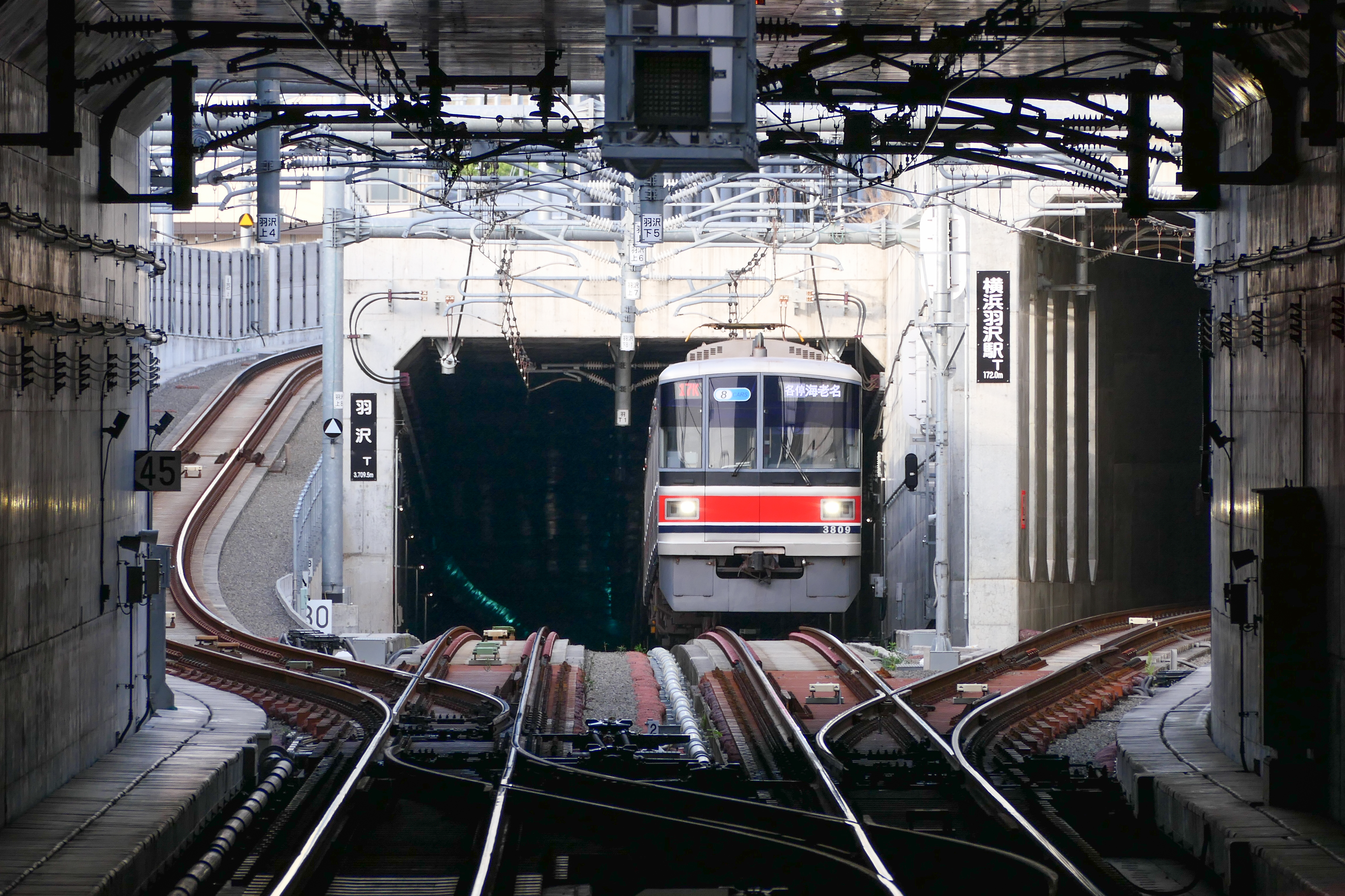
分岐点（外側：JR線新宿方面、内側：新横浜・東急線方面）

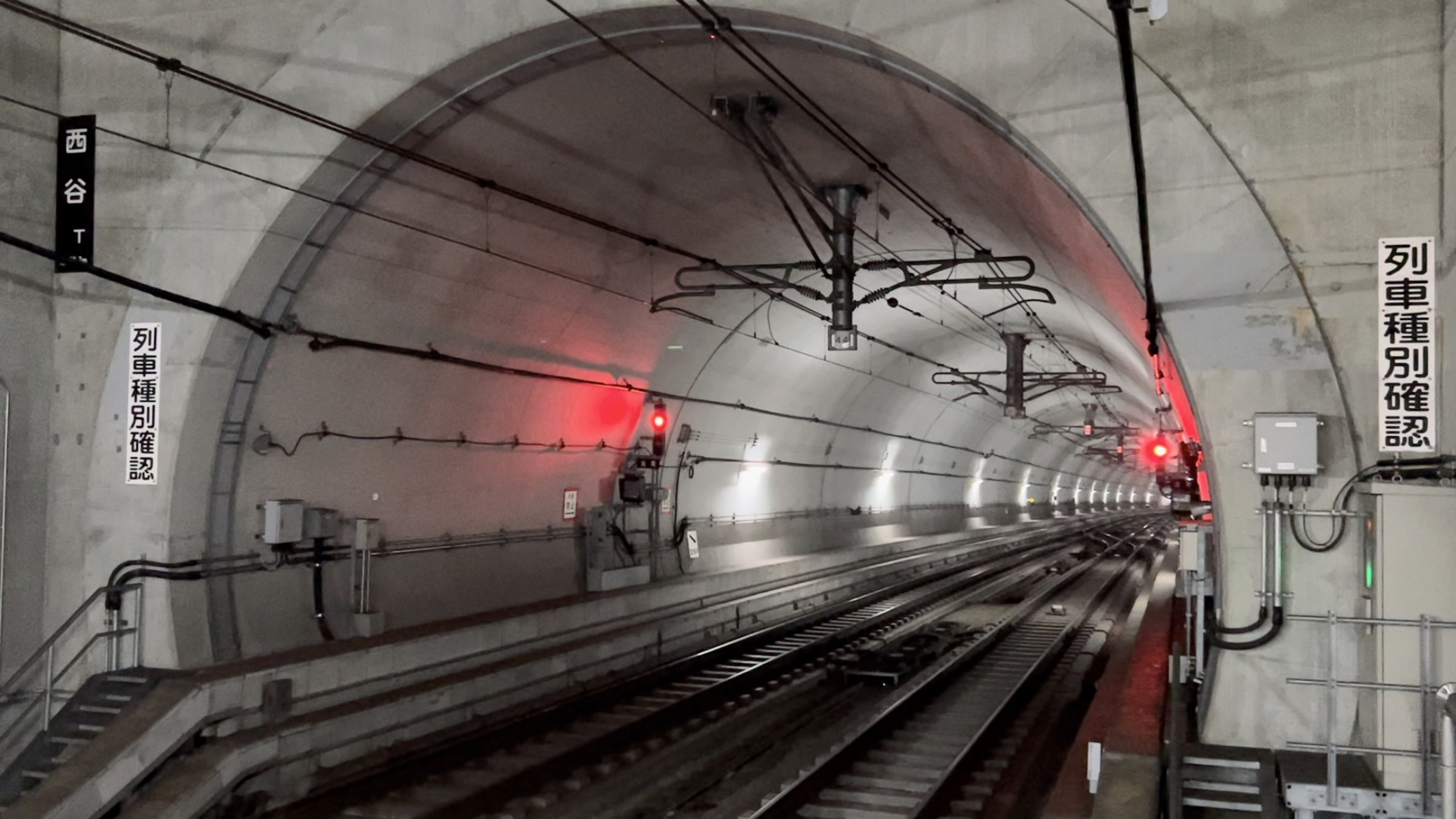
西谷方すぐに見える西谷トンネル。奥に片渡り線が見える。（2024年6月）

- 西谷側・新横浜側ともに片渡り線が設けられており、1番線から新横浜・新宿方面、2番線から海老名方面の列車を発車させることもできる[14]。開業当初は早朝・深夜に西谷方面への折り返し列車が設定されていたが、2023年3月18日以降は定期ダイヤにおける営業列車の折り返しはない。輸送障害により直通運転が中止された際、基本的には相鉄は当駅 - 西谷間の折り返し列車を運行させ、JRも状況に応じて当駅折り返しの列車を設定する[15]。
- 両番線ともにJR東日本仕様の発車メロディ（スイッチ制作の「キッズステーション」）が導入されており、JR線新宿方面への列車の発車時のみ扱われる[注 1]。新横浜方面・西谷方面への列車発車時は相鉄仕様のブザー・ベルが鳴動する。

### 配線図
| ← 西谷方面 | 羽沢横浜国大駅 構内配線略図            | → 新横浜方面 |
|            | ↓ 東海道貨物線 （相鉄線直通） 新宿方面 |              |
| 凡例 出典: |                                        |              |

### 駅デザイン
駅舎のデザインはデザインブランドアッププロジェクトに基づき、ダークグレーを基調として、鉄・レンガ・ガラスを用いたものになっている。

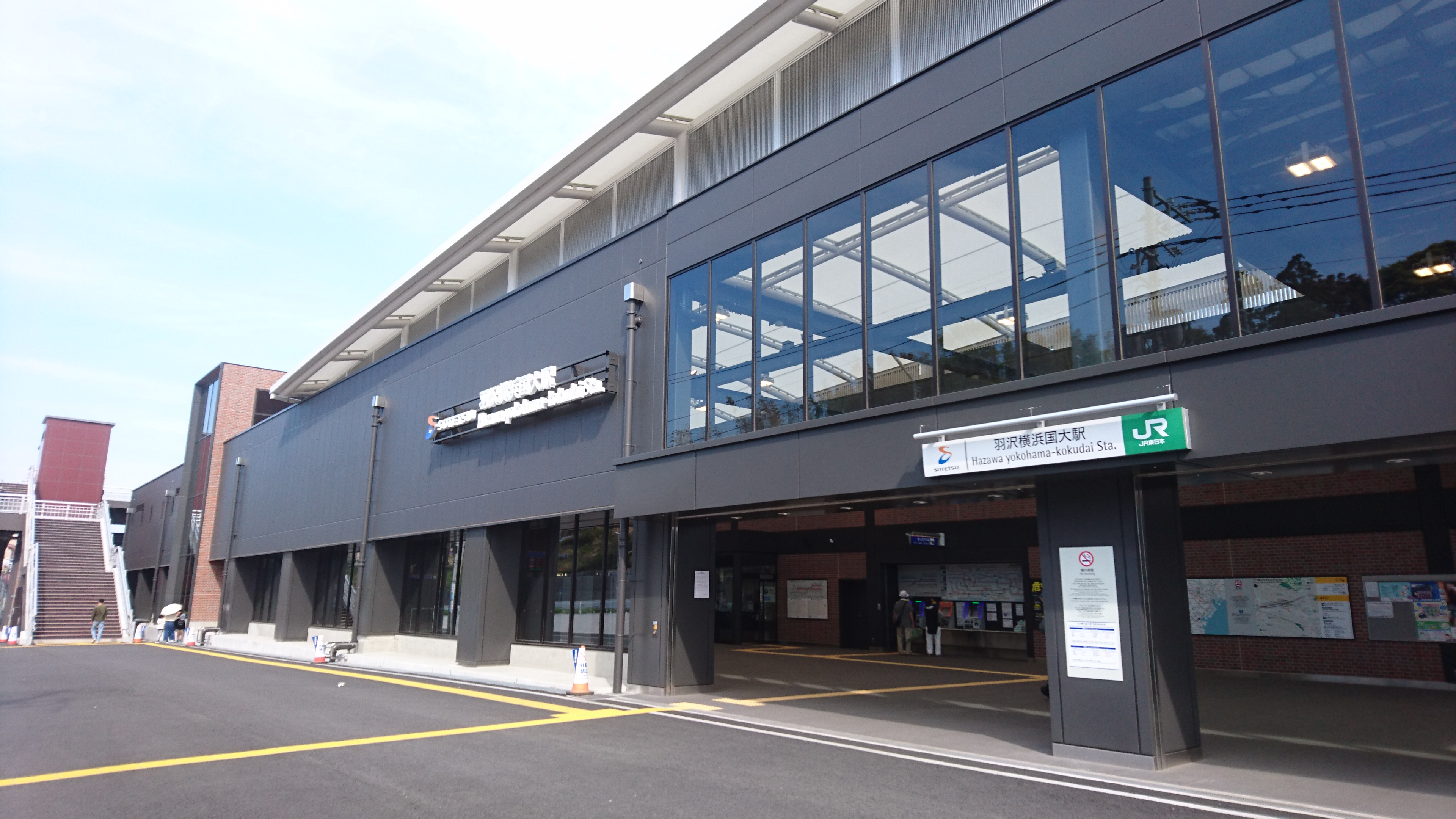
駅入口（2020年5月）
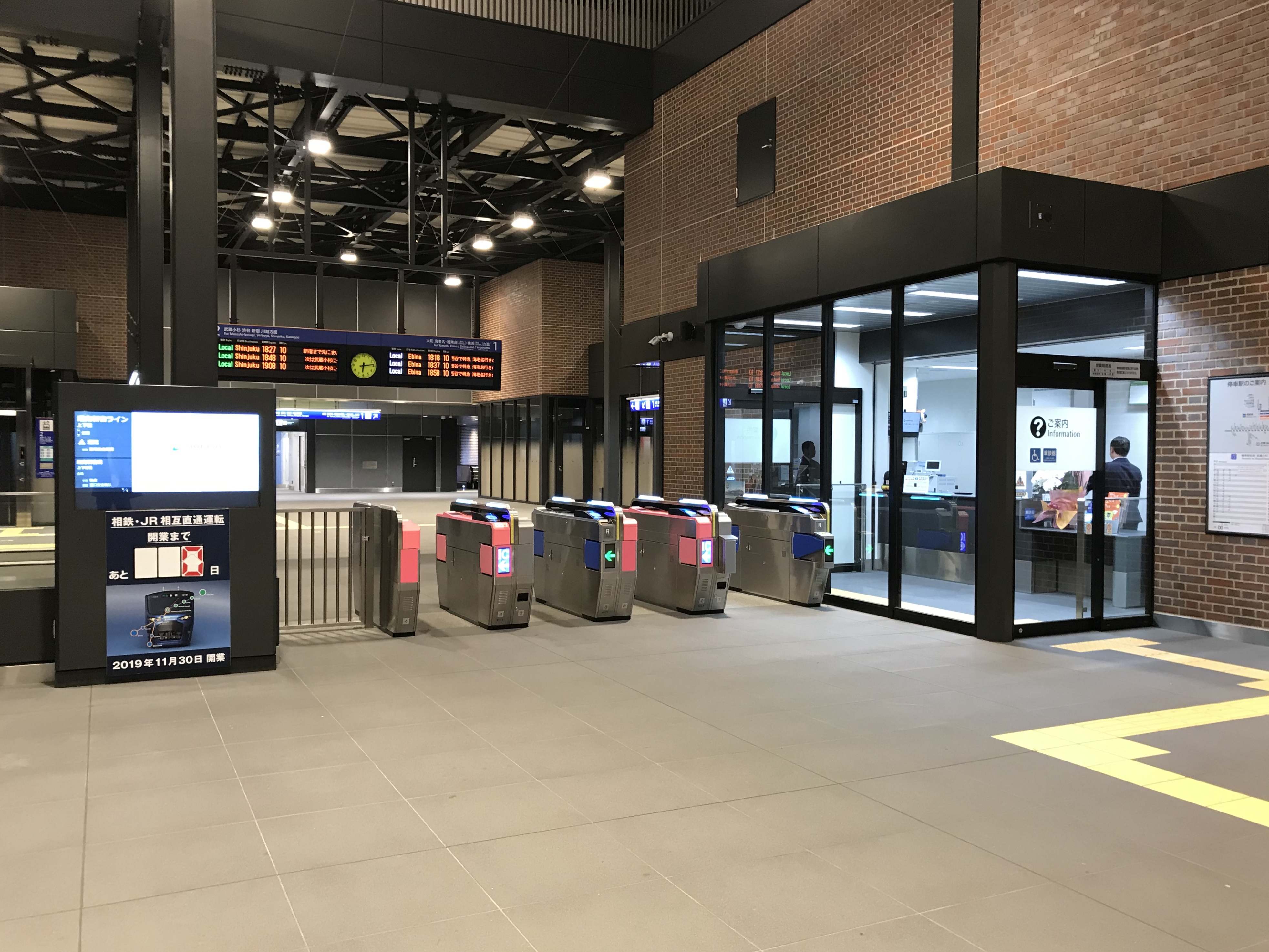
改札口と駅舎内観（2019年12月）
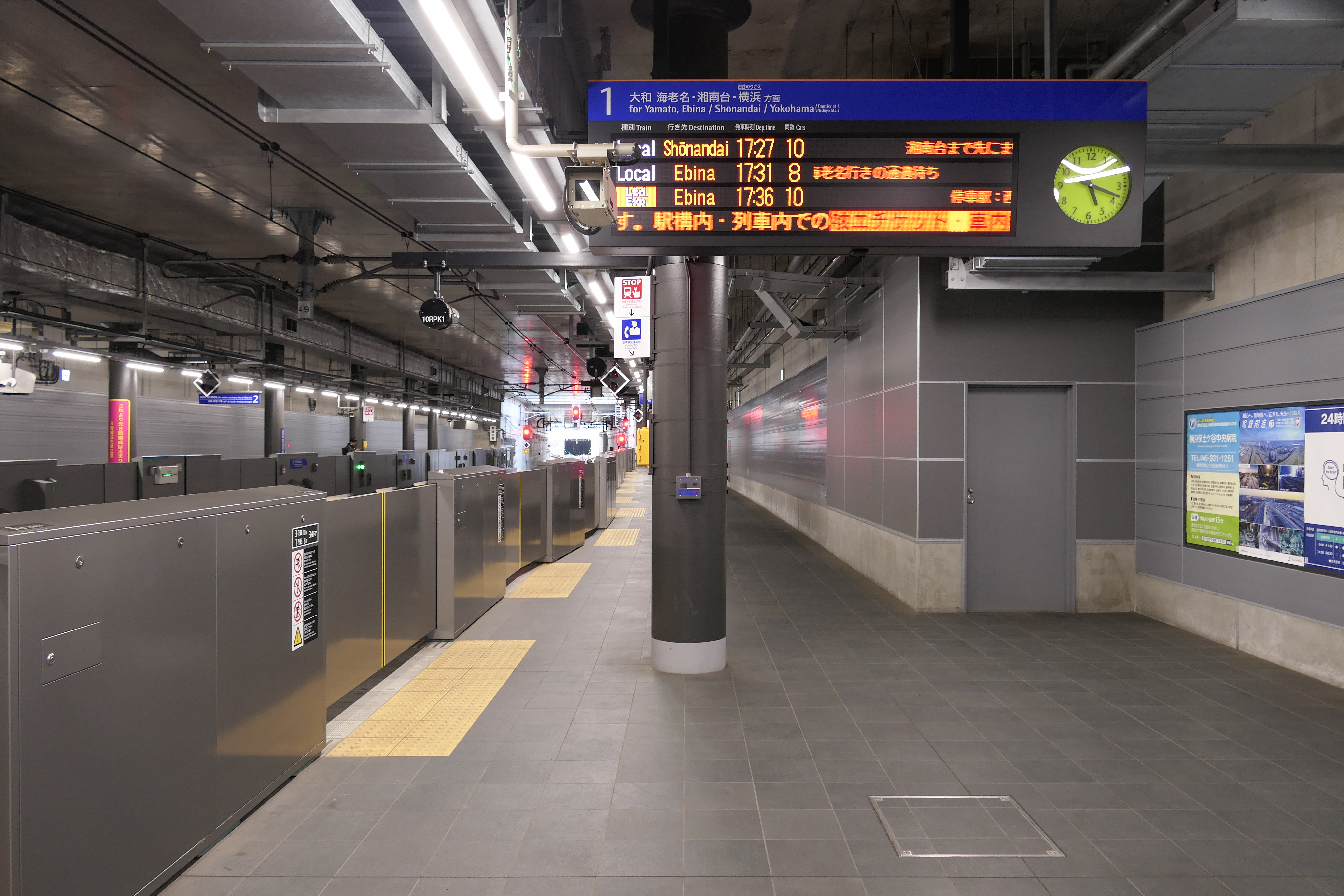
1番線ホーム（2023年4月）
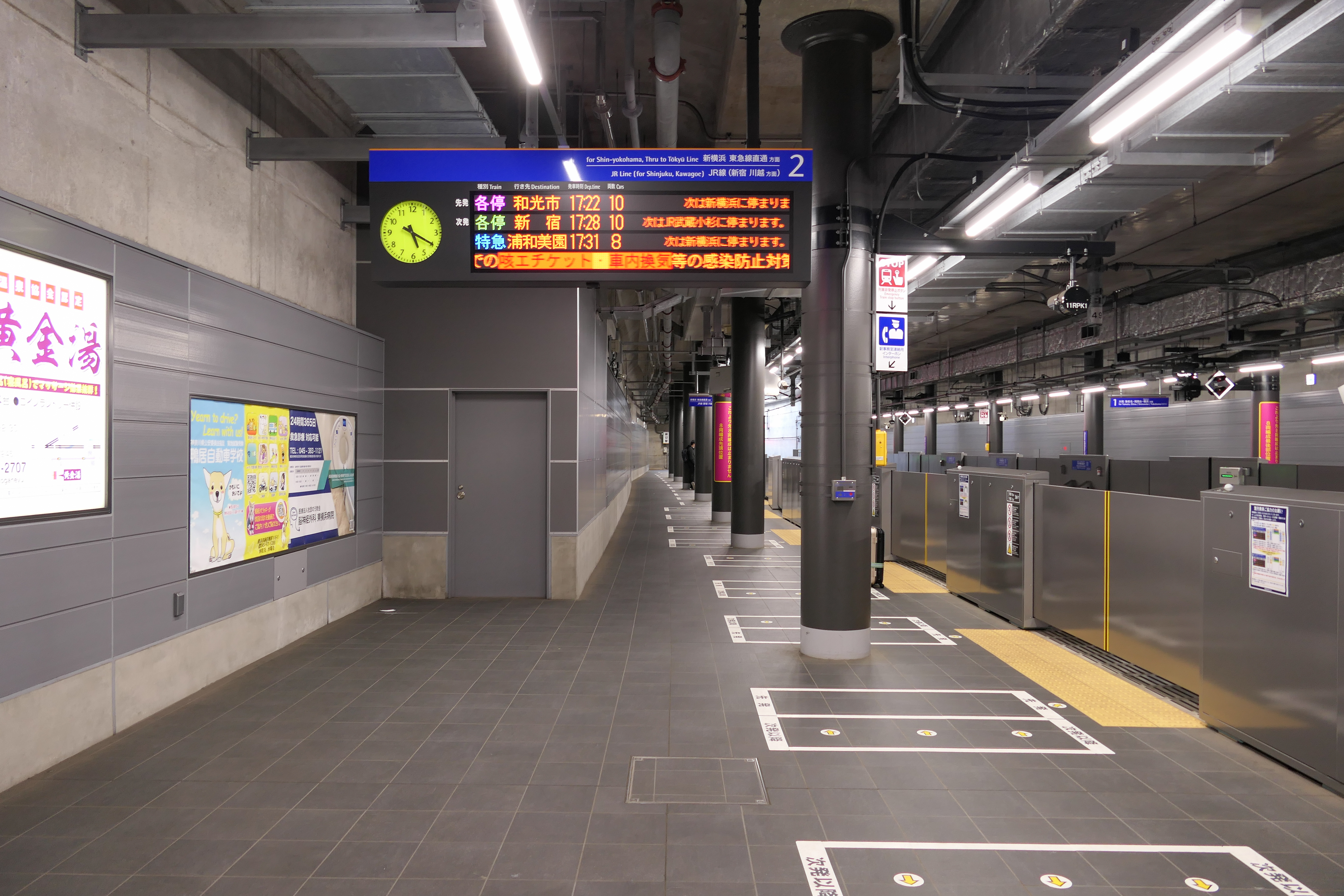
2番線ホーム（2023年4月）

## 利用状況
以下の値には、いずれも相鉄・JR間の直通人員を含む。
- 相模鉄道：2024年度（令和6年度）の1日平均乗降人員は34,672である。相鉄線全27駅中第9位。JR線との通過人員（25,730人）を含む[相鉄 1]。
- JR東日本：2023年度（令和5年度）の1日平均乗車人員は16,028人である[JR 1]。

### 年度別1日平均乗降人員
開業後の1日平均乗降人員の推移は以下の通り。
| 年度               | 相模鉄道         | 相模鉄道 |
| 年度               | 1日平均 乗降人員 | 増加率   |
| ------------------ | ---------------- | -------- |
| 2019年（令和元年） | 25,422           |          |
| 2020年（令和02年） | 21,309           | −16.2%   |
| 2021年（令和03年） | 24,655           | 15.7%    |
| 2022年（令和04年） | 29,336           | 19.0%    |
| 2023年（令和05年） | 31,622           | 7.8%     |
| 2024年（令和06年） | 34,672           | 9.6%     |

### 年度別1日平均乗車人員
開業後の1日平均乗車人員の推移は以下の通り。
| 年度               | 相模鉄道 | JR東日本 | 出典    |
| ------------------ | -------- | -------- | ------- |
| 2019年（令和元年） | 12,017   | 12,681   | [ * 1 ] |
| 2020年（令和02年） | 10,183   | 11,597   | [ * 2 ] |
| 2021年（令和03年） | 11,777   | 13,637   | [ * 3 ] |
| 2022年（令和04年） | 14,042   | 16,028   | [ # 1 ] |
| 2023年（令和05年） |          | 15,242   |         |

備考
1. 1 2  2019年11月30日開業。開業日から翌年3月31日までの計123日間を集計したデータ。

## 運賃計算の特例（JR）
運賃計算上の隣の駅が（当駅発着の全列車が通過する）鶴見駅となっていることから、後述する運賃計算の特例が新たに設定された。この結果、列車運転上の隣駅である武蔵小杉駅までの運賃（320円）よりも、相鉄線直通列車が通過する鶴見駅や、相鉄線直通列車のルートから外れている国道駅までの運賃（いずれも180円）の方が安いという稀な現象が発生している。なお、当駅 - 鶴見駅間の駅間キロ程は8.8 kmで、これは首都圏のJR電車特定区間内では最長の駅間距離である。
- 当駅と横浜駅以遠（保土ケ谷駅または桜木町駅方面）の各駅との相互間を乗車する場合は、鶴見駅 - 武蔵小杉駅間を折り返して乗車することができる[18]。
- 当駅と鶴見駅・新子安駅・東神奈川駅または川崎駅以遠（蒲田駅または尻手駅方面）、国道駅以遠（鶴見小野駅方面）もしくは大口駅以遠（菊名駅方面）の各駅との相互間を乗車する場合は、鶴見駅・新子安駅・東神奈川駅 - 横浜駅間と鶴見駅 - 武蔵小杉駅間を折り返して乗車することができる[注 4][18]。
- 当駅 - 新川崎駅相互間を乗車する場合、武蔵小杉駅 - 新川崎駅間を折り返して乗車することができる[18]。
- 横浜市内発着の乗車券で当駅から（または当駅まで）乗車する場合、途中下車をしなければ鶴見駅 - 武蔵小杉駅間を乗車できる[19]。

## 特記事項
- 東海道貨物線の横浜羽沢駅に隣接するが、営業上は別駅の扱いとなり、事実上東海道本線支線の終着駅の一つとなっている。貨物線としての横浜羽沢駅の隣駅は東戸塚駅であるが、当駅から東戸塚方面に乗車する場合の運賃計算は横浜羽沢経由ではなく、旅客営業をしている鶴見駅経由で計算される。逆に、貨物線を経由する特急「湘南」などに乗車した場合の運賃・料金計算は横浜駅・鶴見駅経由として計算され、当駅経由とは見なされない。
- 当駅の電報略号は「ワヨ」を使用している。
- 当駅は相鉄の管轄駅であり、JRの窓口は設置されていないため、JRの長距離乗車券や特急券・特別企画乗車券などを購入する場合は、駅係員に申し出て武蔵小杉駅のみどりの窓口までの無賃送迎を利用する必要がある[20]。
- JR東日本の特定都区市内「横浜市内」の駅となるほか、大都市近郊区間（東京近郊区間）・電車特定区間内に指定されている[報道 6]。特定都区市内で他社管理の駅は常磐線綾瀬駅（東京地下鉄）、南武線八丁畷駅（京浜急行電鉄）に次いで3例目となる。
- JR東日本の電車特定区間の駅で唯一、JRの駅番号が付与されていない駅である。また相鉄の駅で唯一、神奈川区に立地する。

## 再開発
2023年度中での完成を目指して駅前の再開発工事が進められている。2019年11月30日に開催されたイベント「ハザコクフェスタ」で概要が公開され、2021年10月に住居と商業地区を一体化したタワーマンション「リビオタワー羽沢横浜国大」のデザインが公表された。

## 駅周辺
- 文教施設
  - 横浜国立大学 常盤台キャンパス（北門まで徒歩10分 - 15分）
    - これまで三ツ沢上町駅または和田町駅が、鉄道駅から横浜国立大学への主要なアクセスルートであった。開業に伴い、本駅が新たな最寄駅となった[新聞 3][22]。

  - 聖ヶ丘教育福祉専門学校
  - 横浜市立上星川小学校

- 交通施設
  - JR貨物 横浜羽沢駅（貨物駅）
  - 第三京浜道路
    - 羽沢インターチェンジ
    - 保土ヶ谷パーキングエリア
    - 保土ヶ谷料金所

  - 横浜市環状2号線
  - 羽沢池辺線（未完成）
  - TOBU PARK 羽沢横浜国大駅第1駐輪場 (民営)
  - 羽沢横浜国大駅前駐輪場 (民営)

- 商業施設
  - HAZAAR
  - クリエイトSD 羽沢横浜国大駅前店
- 産業施設
  - 佐川急便横浜北支店
- 医療・看護施設
  - JCHO横浜保土ヶ谷中央病院
  - 脳神経外科東横浜病院
  - 常盤台病院
- 神社・寺院・公園施設等
  - 真言宗寺院 良正寺
  - 羽沢長谷公園

- その他
  - 駅の北側には、東海道新幹線が通っている。

## バス路線
停留所名は「羽沢横浜国大駅前」で、当駅の開業に伴い「羽沢貨物駅」から改称された。神奈川中央交通が運行する下記の路線が乗り入れる。
- 〔121〕新横浜駅行/保土ケ谷駅西口行
- 〔131〕川島住宅行 ※平日1本のみ
  - 保土ケ谷駅西口・川島住宅方面は駅のすぐ傍らに停車するが、新横浜駅方面は歩道橋を渡った先を右折したところで発着する。

## 隣の駅

### 相模鉄道
相鉄新横浜線
■特急・■通勤特急（平日上り新横浜方面行きのみ）・■各駅停車
新横浜駅 (SO52) - 羽沢横浜国大駅 (SO51) - 西谷駅 (SO08)

### 東日本旅客鉄道（JR東日本）
相鉄線直通列車 相鉄線直通 （東海道貨物線）
■各駅停車
 武蔵小杉駅 (JS 15) -（鶴見駅）- 羽沢横浜国大駅 (SO51) - (相鉄新横浜線)
※鶴見駅には停車しないが、運賃計算上の分岐点として掲載する。